# Bathydrilus formosus
Bathydrilus formosus är en ringmaskart som beskrevs av Erséus 1986. Bathydrilus formosus ingår i släktet Bathydrilus och familjen glattmaskar. Inga underarter finns listade i Catalogue of Life.